# إلزه فيشر
إلزه فيشر (بالألمانية: Ilse Fischer)‏ هي رياضياتية وأستاذة جامعية نمساوية، ولدت في 29 يونيو 1975 في كلاغنفورت في النمسا.